# Breakstep
Breakstep o breakbeat garage es un estilo musical que surgió a partir de la escena UK garage y está considerado como el eslabón que une este con el dubstep posterior.

## Historia
El breakstep evolucionó a partir del 2 step. Se desprende de sus elementos más soulful para incidir en un ritmo que tiene más que ver con el breakbeat y en unas líneas de bajo propias del drum and bass. Son representativos de este cambio temas como "138 Trek", del productor de drum and bass DJ Zinc, un experimento que combina la producción de drum and bass con un tempo de UK Garage. Otras producciones como "I Don't Smok" de DJ Deekline lograron un considerable éxito de ventas. Varios productores de garage comenzaron a experimentar en esta línea, como Zed Bias, Oris Jay, Toasty Boy, Marlow, Mark One, Search & Destroy, Quiet Storm, Threnody, DJ Distance, Reza, Bracket (RIP), Gunjack, Blackmass Plastics y Warlock.